# 893 Leopoldina
893 Leopoldina
893 Leopoldina là một tiểu hành tinh ở vành đai chính. Nó được Max Wolf phát hiện ngày 31.5.1918 ở Heidelberg, và được đặt theo tên Viện Hàn lâm Khoa học Đức Leopoldina.